# Porsön
Porsön är en halvö i Norrbotten som till större delen upptas av stadsdelen med samma namn i Luleå. Porsön omges av Björsbyfjärden i öster, Holmsundet/Sellingsundet i norr, Gammelstadsviken i öster och fastland i söder.
På Porsön finns Luleå tekniska universitet, företagsparken Aurorum, Teknikens hus, Luleå anstalt, villaområden och studentbostäder. I Porsö centrum finns bland annat Porsökyrkan, folktandvård, bibliotek och livsmedelsaffär. Teknikens hus är ett upplevelsecentrum som ligger på universitetsområdet.
Den 19 december 2017 stängdes Porsöns hälsocentral ner för gott efter fem nedläggningshot och slogs ihop med Björkskatans hälsocentral.
Luleå Lokaltrafiks busslinjer 4, 5, 6, 7, 12 och 14 passerar genom området. 

## Historik

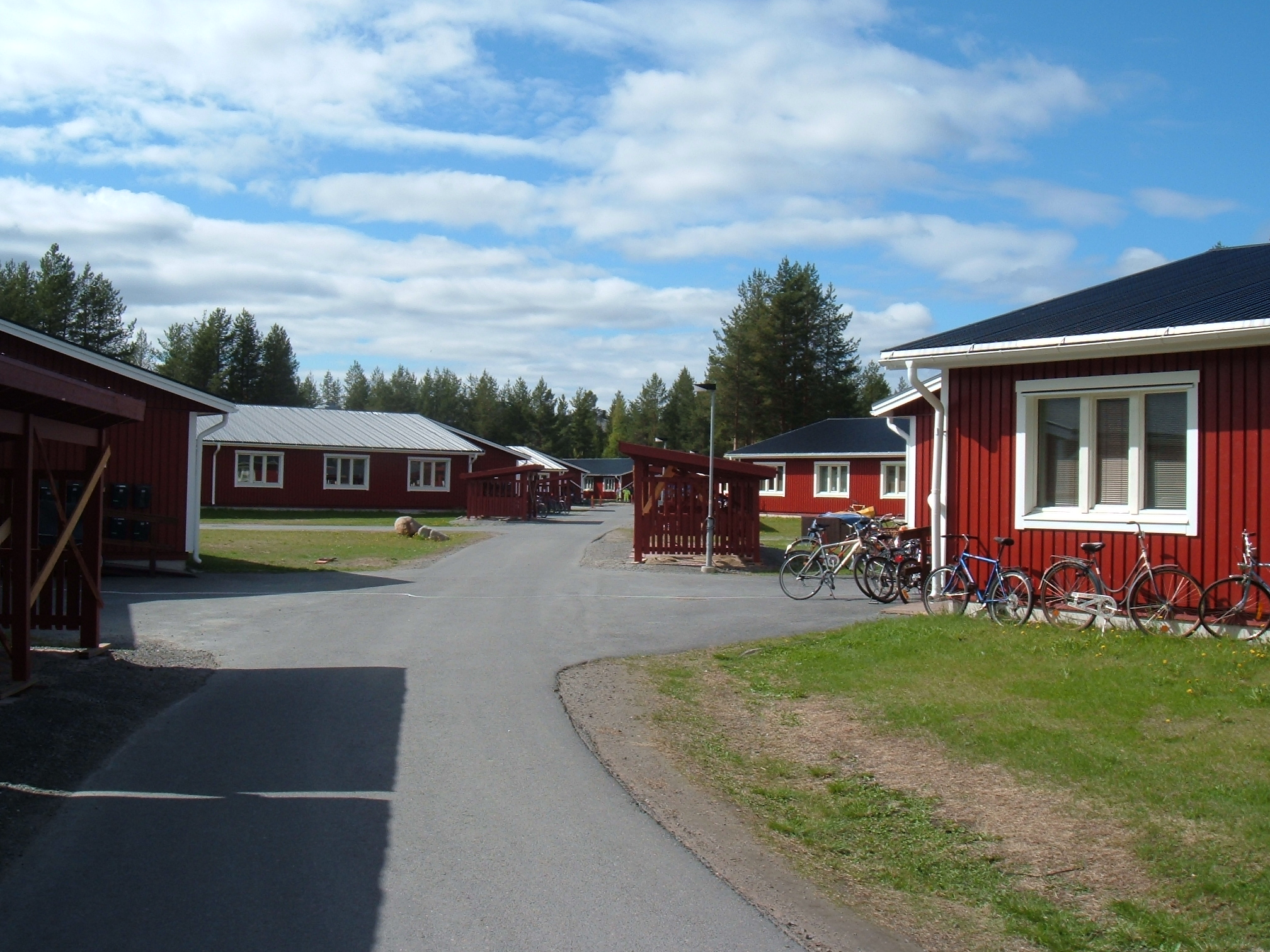
Studentbostäder på Porsögården

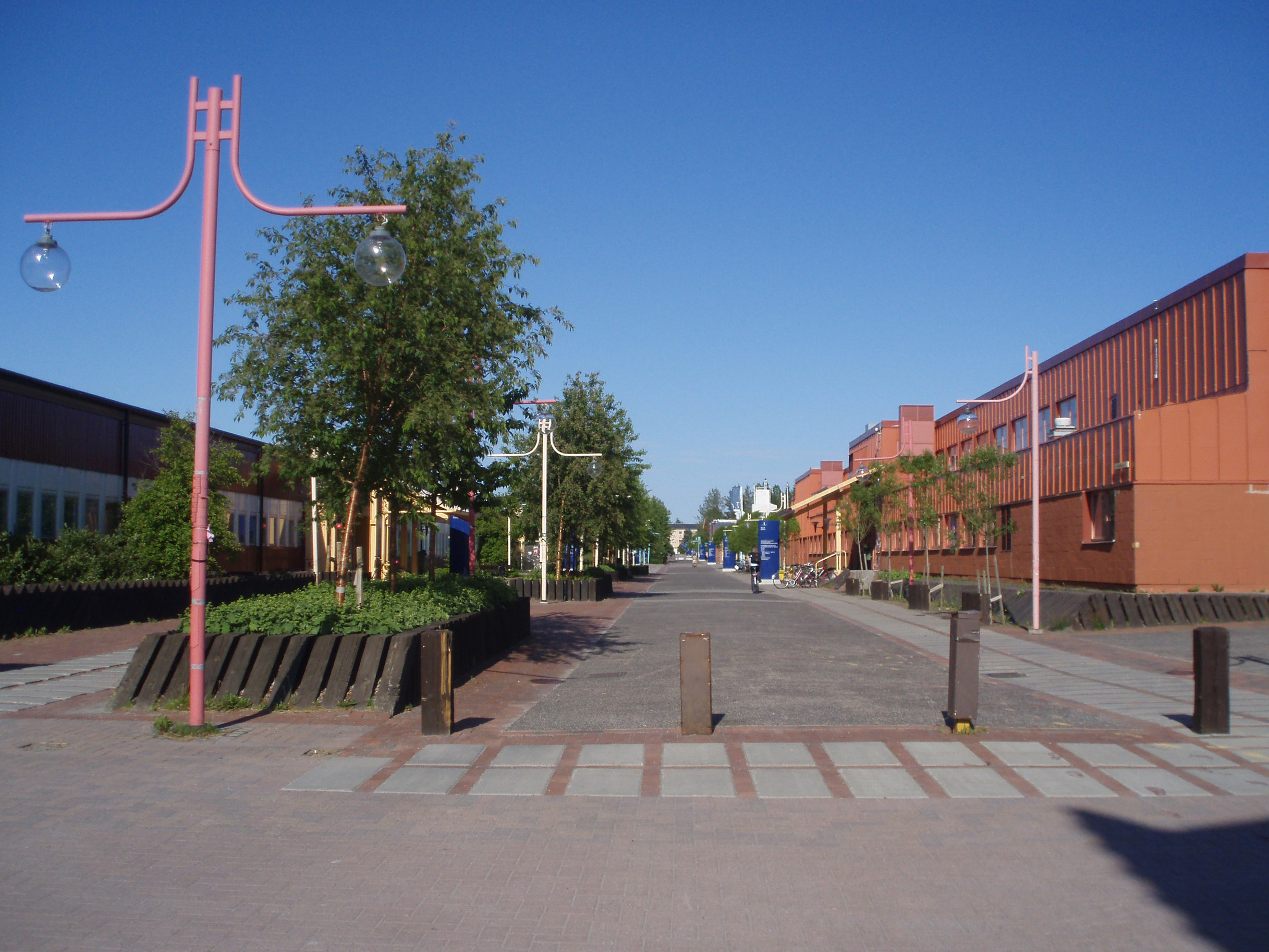
Regnbågsallén, Luleå tekniska universitet

Storporsön och Lillporsön är historiskt två olika öar. Under 1400-talet växte de två öarna samman och förenades ungefär samtidigt med fastlandet i söder. Namnet Porsöns ursprung är osäkert, men kan ha samband med ett pörte som omnämns 1374. I sundet mellan de två öarna (nordväst om Lillporsöberget) fanns en hamn längs inloppet till nuvarande Gammelstad. Latinets portus = hamn har därför föreslagits som ursprung till namnet Porsön. Storporsöns nordvästra del utgörs av Köpmanholmen, vars namn antagligen har ett liknande ursprung.

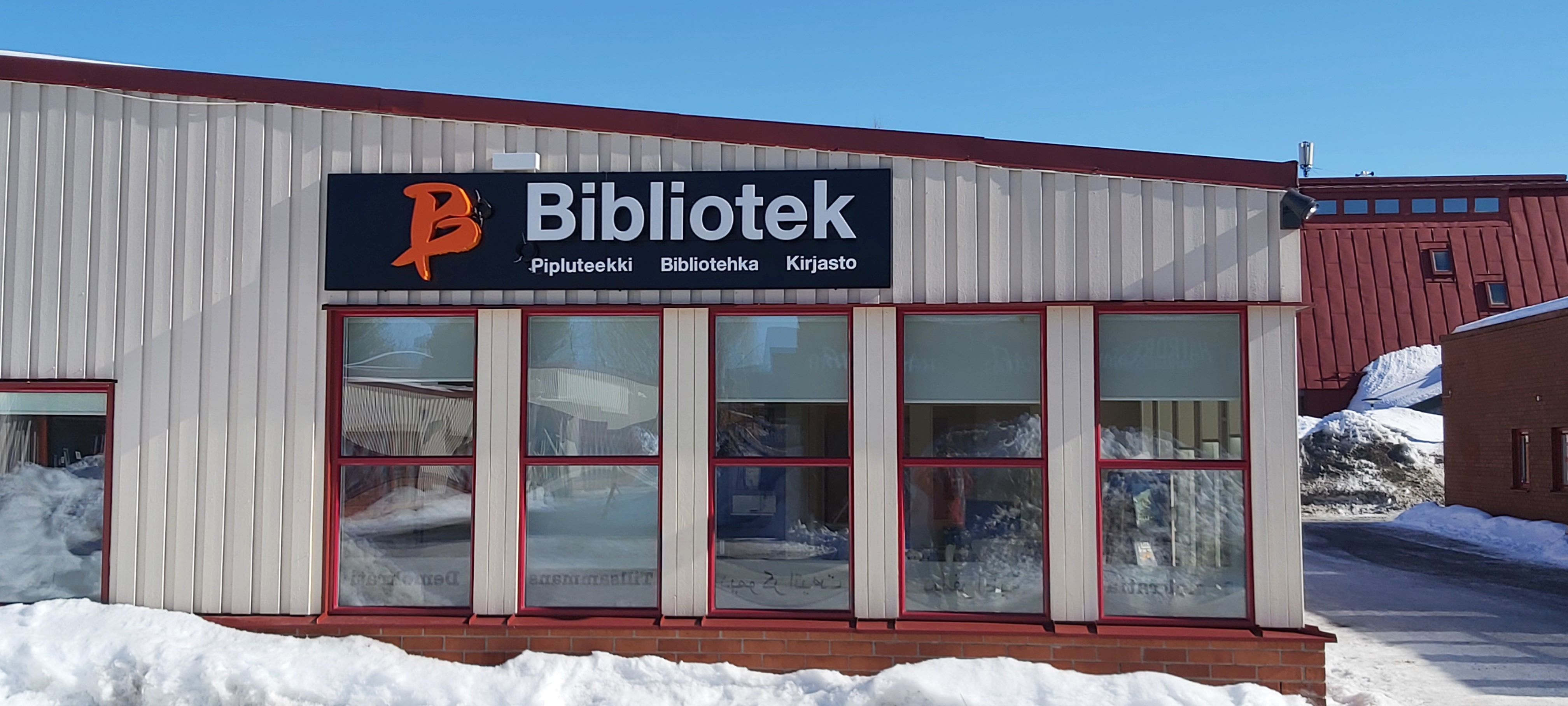
I det lilla centrumet ligger Porsöns bibliotek, vars fasad har en skylt på svenska, meänkieli, nordsamiska och finska.

Porsön tillhörde Björsbyn och ingick i Nederluleå socken. Strax söder om nuvarande Teknikens hus gick gränsen till Luleå stad. Här anlades under 1960-talet två stora industriområden. Området väster om Haparandavägen har kallats Västra Ytterviken, Porsögårdens industriområde och nu Porsödalen. Här ligger sedan 1970 en av Luleås största industrier, Scanias fabrik. Området öster om Haparandavägen har kallats Östra Ytterviken, Yttervikens industriområde och nu Ytterviken. Söder om området ligger Mjölkuddsberget, med en stor vattenreservoar på toppen.
Efter kommunsammanslagningen 1969 kunde staden Luleå expandera över Porsön. 1971 färdigställdes den första byggnaden i vad som skulle utvecklas till Luleå tekniska universitet. En förväntad befolkningsökning i kommunen, till följd av den vid denna tidpunkt föreslagna satsningen på Stålverk 80 i Luleå, medförde att en ny stadsdel började byggas på Lillporsön öster om högskolan, med radhus och sexvåningsskivhus närmast centrum. Centrumanläggningen invigdes 1976. Senare under 1970-talet byggdes villor på Lillporsöberget (Berget) och villor och radhus vid Holmsundet (Sundet). När planerna på Stålverk 80 revs upp behövdes många av bostäderna inte och under en period plomberades t ex några av höghusen. Idag är höghusen och stora delen av de omkringliggande hyreshusen studentbostäder. I centrum finns lågstadieskola, kyrka, folktandvårdsmottagning, pizzeria, kvarterskrog, livsmedelsaffär och frisersalong. 
Under 1980-talet startades företagsparken Aurorum, numera Luleå Science Park, väster om högskolan. Samtidigt byggdes studentbostäder kring bondgården Porsögården.
En storskalig exploatering av Storporsön har diskuterats åtminstone sedan 1980-talet, men har hittills inte förverkligats.

## Gatuadresser
En stor del av adresserna i Porsön är uppkallade efter universitet och skolor. Exempelvis:
- Adjunktvägen
- Assistentvägen
- Docentvägen
- Elevvägen
- Forskarvägen
- Kårhusvägen
- Laboratoriegränd
- Laboratorievägen
- Praktikantvägen
- Professorsvägen
- Studentvägen
- Universitetsvägen